# 天蠍 (電視劇)
《天蠍行動》（風格化為）是一部CBS2014年开始播映的美国剧情电视剧。2018年5月12日，CBS宣布取消續訂本劇，第四季為最終季。
《天蝎》是由真人靈感改編的美國電視連續劇，智商197的電腦天才華特·歐布萊恩招募了另外三名各有擅長領域的天才開設了『天蠍公司』（Scorpion Company），但公司營運卻陷入困境，後來應美國國土安全部探員凱柏·加洛之邀成為新智庫，幫助美國政府應付各種高科技高智慧犯罪和防止恐怖攻擊，因為天才們和一般人的思考邏輯非常不同，為了天蠍團隊能無礙的和一般人溝通，華特·歐布萊恩邀請了佩姬·迪寧加入團隊，同時也幫助她更加了解自己的天才兒子拉爾夫。

## 角色及演員

### 天蠍小組
華特·歐布萊恩（Walter O'Brien），伊萊斯·加貝爾（Elyes Gabel）飾演，幼年由丹尼爾·索加迪（Daniel Zolghadri）飾演
『天蠍』總裁兼隊長，智商197的天才，出身愛爾蘭，小時候為了把太空梭的藍圖掛在房裡駭入NASA而被凱柏逮捕。他的情商跟過人的智商完全相反，只要沒有佩姬在，他就有本事惹火所有人。第三季季初托比發現華特為了居留權而和樂樂假結婚。第三季季末終於和佩姬在一起。第四季末因為與佛羅倫斯聽演講一事被發現而與佩姬分手。
佩姬·迪寧（Paige Dineen），凱薩琳·麥菲（Katharine McPhee）飾演
餐廳服務生／『天蠍』辦公室經理兼協調員，團隊中唯二非天才的成員，幫助天才們“翻譯”現實世界，幫助他們與他們遇到的人交流。反過來，團隊幫助她了解她的天才兒子拉爾夫。第三季季末終於和華特在一起。第四季末因為華特與佛羅倫斯聽演講一事被發現而與其分手。
凱柏·加洛（Cabe Gallo），羅伯特·帕特里克（Robert Patrick）
國土安全部資深探員，前海軍陸戰隊和聯邦調查局探員。與小華特認識後，與小華特情同父子，之後因小華特開發的空投演算法被美軍用在巴格達轟炸，誤炸死了兩千多名平民而決裂。加洛最初招募小組來解決嚴重的空中交通管制問題，之後他要求他們成為一個特殊應變小組，以應付政府不具備人力或技術實力的困難任務。西爾維斯特的競選主任。與艾莉交往後老是擔心自己太老了。
托比·柯蒂斯（Toby Curtis），艾迪·凱伊·托馬斯（Eddie Kaye Thomas）飾演
人類行為學專家，一位經過哈佛訓練的精神科醫生，托比專長為“閱讀”團隊遇到的人員。他的賭博成癮偶爾會給他和團隊帶來麻煩。無時無刻都要戴著他的帽子。在第三季末，樂樂和托比結婚。
樂樂·奎因（Happy Quinn），潔奵·王（Jadyn Wong）飾演
天才機械工程師，樂樂被命名為她父母最喜歡的歌，R.E.M.的“Shiny Happy People”。母親在分娩之後死亡，她的父親將她送去寄養家庭，她的經歷使她難以與他人互動。在第一季找到了她的父親，並與他相認。曾為了華特的居留權而和他假結婚。在第三季末，樂樂和托比結婚。
西爾維斯特·多德（Sylvester Dodd），阿里·史提漢（Ari Stidham）飾演
天才數學家和統計學家，被譽為“人類計算器”，能根據情況瞬間計算出發生的機率。他是一個高度敏感的人，與各種強迫症（OCD）和焦慮症鬥爭，害怕細菌、坐飛機、坐船、水、猴子、雞、昆蟲，等等族繁不及備載。在梅根病危時與她結婚，以反抗華特強制急救的法院命令。在第三季為了漫畫店不被拆除競選地區議員。
拉爾夫·迪寧（Ralph Dineen），萊利 B. 史密斯（Riley B. Smith）飾演，第二季升為常規演員
佩姬的兒子，最初被認為是一個有表達障礙的孩子，與華特在餐廳相遇後，華特告訴佩姬他實際上是一個天才。他與團隊有著良好的互動，偶爾會協助案件。為了維持與正常人的社交而拒絕跳級，但晚上會去加州理工大學上課。後來大家公認拉爾夫的智商比華特還高。

### 前團隊成員
馬克·柯林斯（Mark Collins），約書亞·萊昂納德（Joshua Leonard）飾演，第1~4季
前『天蠍』成員，智商唯一能與華特抗衡的成員。因為差點把華特搞瘋而被華特送進精神病院。第二季綁架了托比。
提姆·阿姆斯壯（Tim Armstrong），斯科特·波特（Scott Porter）飾演，第2~3季
前海豹部隊，國土安全部實習生。因為一次任務被炸傷，碎片留在體內而不得不離開軍隊，轉調國土安全部。因為華特的猶豫不前，使他順利與佩姬交往。在確診無法移除體內碎片後，因『天蠍』沒有他的發展空間而接受私人公司邀請，前往中東擔任安全主管。在第三季季中，佩姬說他們分手了。

### 其他
梅根·歐布萊恩（Megan O'Brien），卡蜜拉·格瓦提（Camille Guaty）飾演，第1~2季
華特的姐姐，西爾維斯特的妻子，患有多發性硬化症。唯一和華特親近的家人。華特為了回報她童年的照顧一直試圖“修復”她。在第二季中因病引發併發症後過世。
德魯·貝克（Drew Baker），布倫丹·海因斯（Brendan Hines）飾演，第1季
佩姬的前夫，拉爾夫的親生父親，是一名掙扎於小聯盟的棒球選手。
保羅·梅瑞克（Paul Merrick），大衛·法布里齊奧（David Fabrizio）飾演，第1~2季
國土安全部部長，一直不信任『天蠍』。因為凱柏向上級告狀而被降級，後來轉調到NASA當聯絡官。在與凱柏打鬥中摔死。
理查德·埃利亞（Richard Elia），安迪·巴克利（Andy Buckley）飾演，第1~3季
IQ150的天才科技大亨，億萬富翁，希望華特為他的公司工作。
帕特里克·奎因（Patrick Quinn），傑米·麥克謝恩（Jamie McShane）飾演，第1~3季
修車技工，樂樂的父親。第三季因為缺錢幫販毒集團改車而入獄。
阿德里安娜·莫利納（Adriana Molina），阿蘭娜·德拉·加爾薩（Alana de la Garza）飾演，第2季
國土安全部部長，梅瑞克的繼任者。因為她對身在監獄的西爾維斯特見死不救而讓凱柏跟她翻臉，之後不再與『天蠍』直接聯絡。
雷·斯派維克（Ray Spiewack），凱文·韋斯曼（Kevin Weisman）飾演，第2~3季
華特去社區服務時認識的新朋友，是一位前消防隊員，因為10年前一次意外失去了摯友而消沉。在佩姬短暫離開隊伍時，擔任『天蠍』的辦公室經理。西爾維斯特和梅根，托比和樂樂兩場婚禮都是由他證婚。
凱瑟琳·庫珀（Katherine Cooper），佩裡·吉爾賓（Peri Gilpin）飾演，第2季
國土安全部副部長，因為莫利納部長和『天蠍』鬧翻而成為聯絡人。在與『天蠍』合作之前，庫珀從未執行過外勤任務。
切特（Chet），皮特·喬萬（Pete Giovine）飾演，第2季
樂樂的“約會”對象，實際上是她的喜劇教練。
莫里斯（Heywood "Jahelpme" Morris），霍拉蒂奧·桑茲（Horatio Sanz）飾演，第2季
一名從來沒有勝訴過的律師。首先幫西爾維斯特和電視台打官司，敗訴。之後，代理拉爾夫控告盜竊他程式的教授，在團隊的幫助下終於勝訴了。
琳達（Linda），布魯克·尼文（Brooke Nevin）飾演，第2季
一位相親活動的主持人，與華特短暫交往。
維羅妮卡·迪寧（Veronica Dineen），莉亞·湯普遜（Lea Thompson）飾演，第3季
佩姬的母親，是一名詐欺慣犯。佩姬幫助她假死以擺脫追著她的黑幫份子。
艾莉·瓊斯（Allie Jones），玲子·艾爾斯沃斯（Reiko Aylesworth）飾演，第3季
西爾維斯特競選議員時對手的競選主任，與凱柏交往中,第三季末與凱柏·加洛分手。
佛羅倫斯·蒂普頓（Florence "Flo" Tipton），蒂娜·馬洛尼諾（Tina Majorino（页面存档备份，存于））飾演，第4季
一位化學家，她的實驗室在天蠍小隊的車庫旁邊。最初因為不解他們怪異舉動而常常造成緊張關係，漸漸的她與團隊建立了友好關係，並開始幫助他們處理案件。西爾維斯特(Sly)對於她產生了一種浪漫的興趣，並試圖在拉爾夫的幫助下迎接她。

## 外部連結
- 官方网站（英文）
- 互联网电影数据库（IMDb）上《天蠍》的资料（英文）